# Ratpenat camús de l'Equador
El ratpenat camús de l'Equador (Platyrrhinus nitelinea) és una espècie de ratpenat de la família dels fil·lostòmids. Viu a la Colòmbia centre-occidental i l'Equador sud-occidental. La Llista Vermella de la UICN el cataloga com a espècie amb dades deficients.

## Descripció
És un ratpenat de mida mitjana, amb una llargada total d'entre 84 i 90 mm, avantbraços d'entre 56,8 i 58,4 mm, peus d'entre 14 i 17 mm i orelles d'entre 22 i 23 mm.
El pelatge és llarg amb, pèls individuals bicolors. Les parts dorsals són negrenques amb una ampla franja dorsal blanca que s'estén per la zona entre les espatlles fins al dors, mentre que les parts ventrals són negrenques. El musell és curt i ample. La fulla nasal és ben desenvolupada i lanceolada, amb la porció anterior parcialment soldada al llavi superior. Dues bandes groc-marronoses són presents a cada banda de la cara, la primera, més gran, s'estén de l'angle extern de la fulla nasal fins a darrere l'orella, mentre que la segona parteix de l'angle posterior de la boca i acaba a la base del pavelló auricular. Hi ha 2 llargues vibrisses a les galtes. Les orelles són amples, triangulars, àmpliament separades i amb diversos plecs poco marcats a la superfície interna. El tragus és petit i puntegut. Les ales s'acoblen posteriorment a la base de l'hàl·lux. Els peus estan coberts de pèls mitjanament densos. Manca de cua. L'uropatagi és reduït a una prima membrana al llarg de la part interna dels membres inferiors, amb el marge lliure densament franajat i en forma de U capgirada. El calcani és curt.